# 倉吉バスセンター
倉吉バスセンター（くらよしバスセンター）は鳥取県倉吉市福庭町1丁目にある日本交通のバスターミナルである。同社倉吉営業所に隣接し、施設の管理も同社が行っている。

## ターミナル周辺
- 鳥取県中央自動車学校（日本交通系）
- 国道179号

## バス乗り場案内
日本交通系の鳥取県中央自動車学校があることから、バス停の名称は倉吉バスセンター・中央自動車学校（くらよしバスセンター・ちゅうおうじどうしゃがっこう）である。高速バスは営業所構内、路線バスは営業所前のバス停に発着する。

### 高速バス
| 乗り場     | 愛称           | 会社名                               | 行先                                                   | 備考       |
| ---------- | -------------- | ------------------------------------ | ------------------------------------------------------ | ---------- |
| 営業所構内 | 山陰特急バス   | 日本交通 (鳥取県)・日本交通 (大阪府) | 大阪（なんば (OCAT)・弁天町）                          |            |
| 営業所構内 | 山陰特急バス   | 日本交通 (鳥取県)・日本交通 (大阪府) | 大阪（新大阪（阪急高速バス新大阪ターミナル）・弁天町） |            |
| 営業所構内 | 山陰特急バス   | 日本交通 (鳥取県)・日本交通 (大阪府) | 神戸（三宮バスターミナル）・大阪（なんば (OCAT)）      | 夜行便あり |
| 営業所構内 | メリーバード号 | 日ノ丸自動車                         | 広島（大塚駅・広島バスセンター）                       |            |

### 路線バス
乗り入れるバス会社
- ■日本交通 (鳥取県)（日交バス）

| 乗り場 | 路線番号 | 会社名   | 行先・方面など                                                                             | 備考                            |
| ------ | -------- | -------- | ------------------------------------------------------------------------------------------ | ------------------------------- |
| 南行き | ■10      | 日交バス | （倉吉駅・倉吉パークスクエア北口・赤瓦・白壁土蔵経由）西倉吉                               |                                 |
| 南行き | ■20      | 日交バス | （倉吉駅・倉吉パークスクエア北口・市役所・打吹公園入口経由）大宮・（広瀬）                 | 大宮 - 広瀬間はデマンドバス     |
| 南行き | ■30      | 日交バス | （倉吉駅・倉吉パークスクエア北口・赤瓦・白壁土蔵・西倉吉経由）関金温泉                     |                                 |
| 南行き | ■31      | 日交バス | （倉吉駅・倉吉パークスクエア北口・赤瓦・白壁土蔵・西倉吉・関金温泉経由）明高               |                                 |
| 南行き | ■32      | 日交バス | （倉吉駅・倉吉パークスクエア北口・赤瓦・白壁土蔵・西倉吉・関金温泉経由）山口上・（大河原） | 山口上 - 大河原間はデマンドバス |
| 北行き | ■40      | 日交バス | （江北・下北条駅前・松神経由）由良駅                                                       |                                 |
| 北行き | ■50      | 日交バス | （湯梨浜町役場前・泊駅前経由）石脇車庫                                                     |                                 |
| 北行き | ■50      | 日交バス | （はわい温泉・運転免許試験場・泊駅前・石脇車庫経由）小浜                                   |                                 |